# Zanna intricata
Zanna intricata är en insektsart som beskrevs av Walker 1858. Zanna intricata ingår i släktet Zanna och familjen lyktstritar. Inga underarter finns listade i Catalogue of Life.